# Słuszewo
Słuszewo (deutsch Schluschow, früher auch Sluszow) ist ein Dorf im Verwaltungsbezirk Landgemeinde Gniewino (Gnewin) in der polnischen Woiwodschaft Pommern und gehört zum Powiat Wejherowski (Neustädter Kreis).

## Geographische Lage
Das Dorf liegt in Hinterpommern, in der Nähe der früheren Grenze zu Westpreußen, etwa 34 Kilometer ostsüdöstlich der Stadt Leba an der Ostsee, 23 Kilometer nordöstlich von Lauenburg in Pommern, 13 Kilometer nordwestlich von Wejherowo (Neustadt in Westpreußen) und sieben Kilometer ostnordöstlich des Dorfs Łęczyn (Bismark).

Schluschow, ostsüdöstlich von Leba an der Ostsee, nordöstlich von Lauenburg in Pommern und nordwestlich von Neustadt in Westpreußen, auf einer Landkarte von 1910.

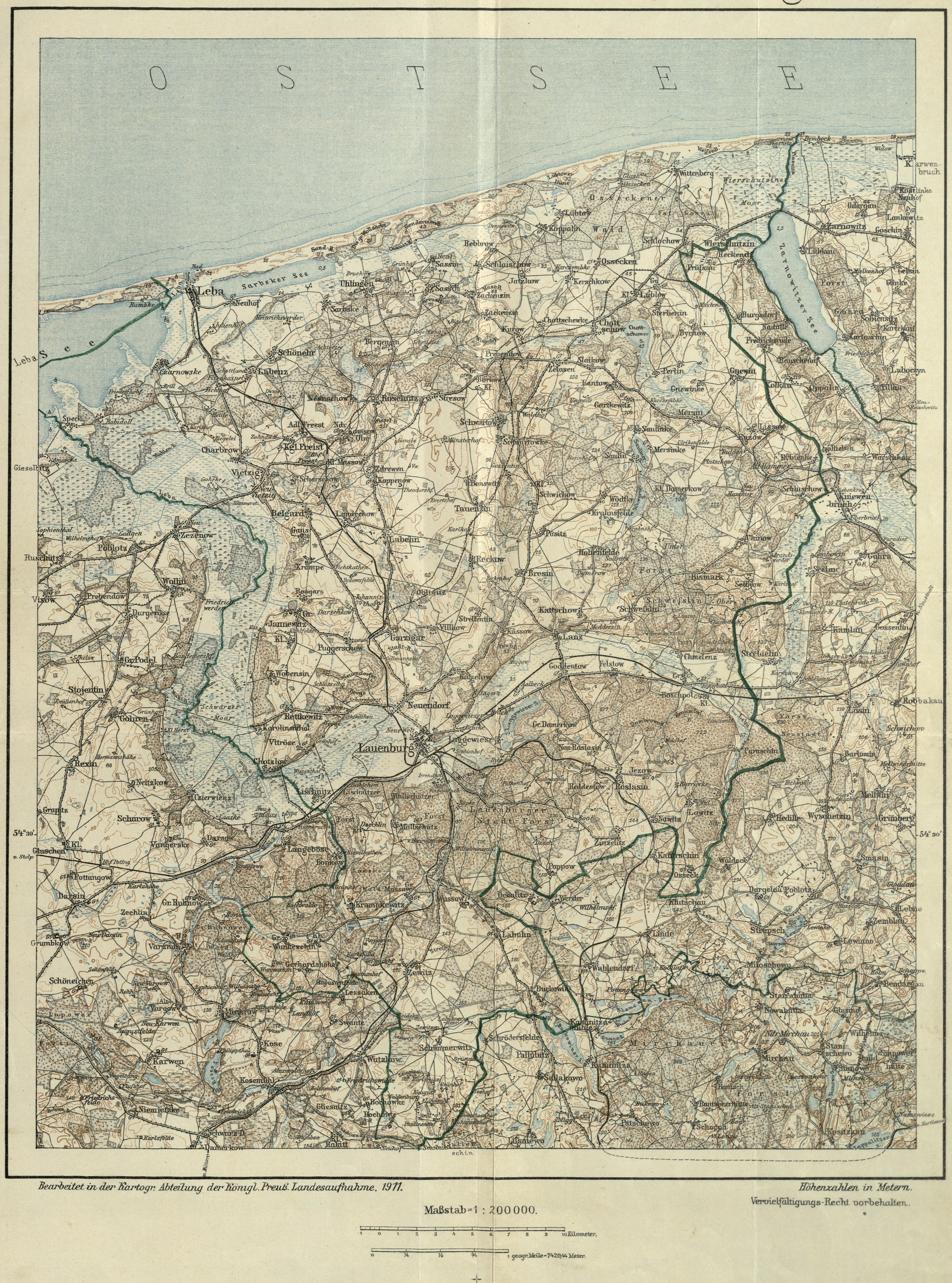
Schluschow, ostsüdöstlich der Stadt Leba an der Ostsee, nordöstlich der Stadt Lauenburg in Pommern und südlich des Zarnowitzer Sees, auf einer Landkarte von 1911

## Geschichte

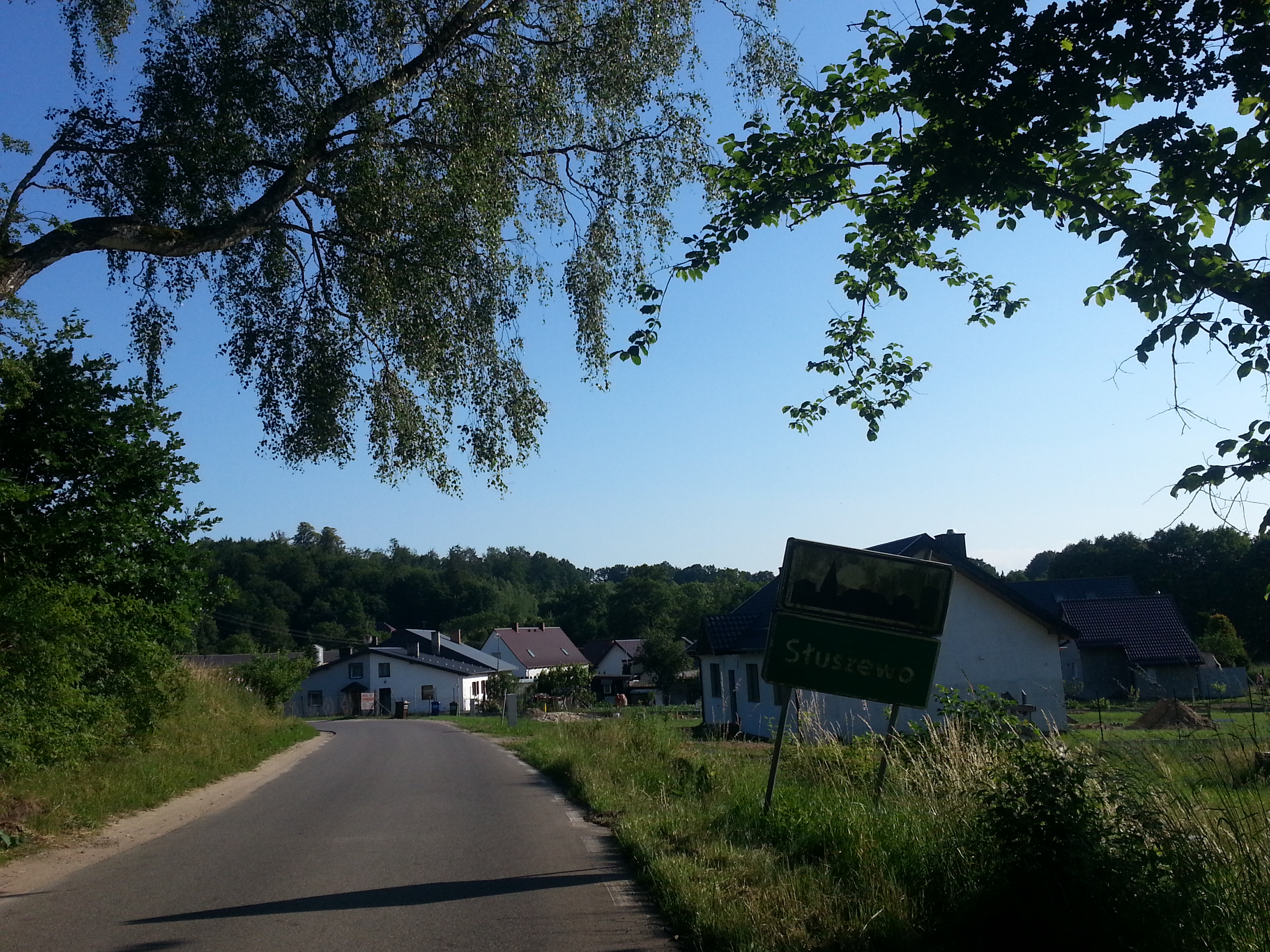
Ortseingang (2024)

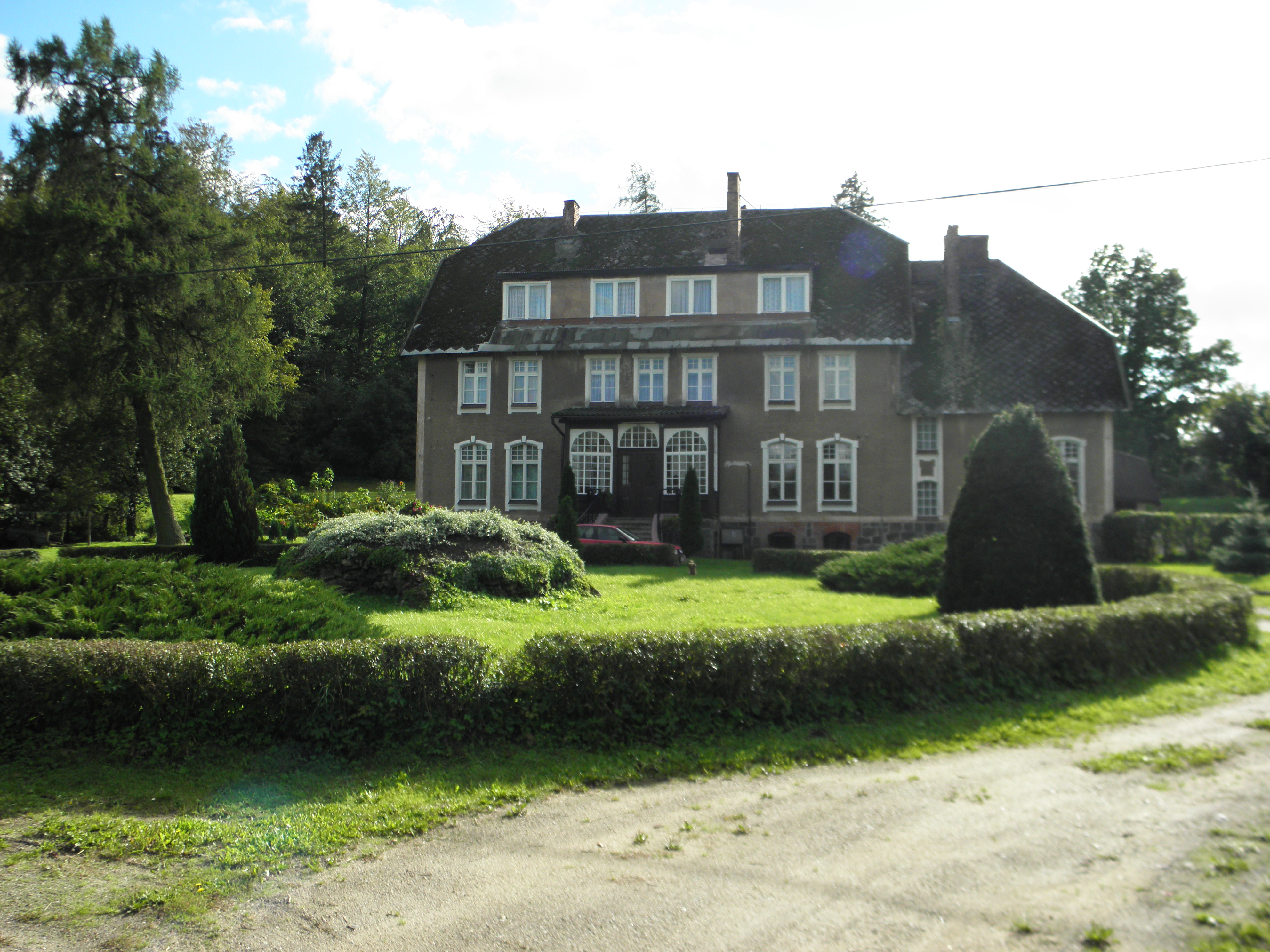
Ehemaliges Gutshaus Schluschow (2011)

Ältere Ortsbezeichnungen des einstigen Gutsbezirks sind Sluszewa, Slusaw, Slusor, Slawaschau, Sluschaw und Sluschow; 1402 wird die Ortschaft als ‚Schlawschow seyn 27 Huben‘ erwähnt. In den Zinstabellen des Deutschen Ordens von 1437 wird das Gut als zinspflichtiges Lehngut zu polnischen Rechten aufgeführt, dem ein Jahreszins von einer Mark auferlegt ist.
Schluschow zählte im 18. Jahrhundert zu einer Gruppe von über einem Dutzend ähnlicher Gutsbezirke im Lauenburger Distrikt, die sich dadurch besonders hervorhoben, dass sie nicht einer einzelnen Familie gehörten, sondern in viele Anteile aufgespalten waren und entsprechend viele – in diesen Gutsbezirken häufig von polnischen Adelsfamilien abstammende – Besitzer hatten; Schluschow hatte um 1790 sieben Besitzer. Unter den Anteilsbesitzern befanden sich im 18. Jahrhundert Mitglieder der autochthonen kassubischen Familie Mach und der hinterpommerschen Familie Puttkamer. Ein Zweig der Familie Mach war bereits im 16. Jahrhundert in Schluschow begütert. 1804 war der Gutsbezirk in acht Anteile, A bis H, aufgespalten, von denen Friedrich Wilhelm von Thadden die Anteile B bis G besaß.
Im Jahr 1822 kaufte der Admiralitätsrat Friedrich Höne die Anteile von Schluschow auf, legte sie zusammen und nahm hier seinen Wohnsitz. Es fanden dann weitere Besitzerwechsel statt, bis der Gutsbezirk Schluschow 1902 vom königlichen Domänenamt aufgekauft und an den Domänenpächter Strehlke verpachtet wurde. 1922 wurde die Staatsdomäne aufgelöst und privatisiert: 515 Hektar wurden von der Pommerschen Land-Gesellschaft erworben und parzelliert; Besitzerin des Restguts war 1939 Frau Elise Strehlke.
Am 4. Februar 1925 wurde der Gutsbezirks Schluschow in eine Landgemeinde gleichen Namens umgewandelt.
Anfang der 1930er Jahre hatte die Landgemeinde Schluschow eine Flächengröße von 7,2 km². Innerhalb der Gemeindegrenzen standen insgesamt 27 bewohnte Wohnhäuser an zwei verschiedenen Wohnstätten:
1. Schluschow
2. Waldarbeitergehöft Schluschow

Bis 1945 bildete Schluschow eine Landgemeinde Landkreis Lauenburg in Pommern im Regierungsbezirk Köslin der preußischen Provinz Pommern im Deutschen Reich. Schluschow war dem Amtsbezirk Bismark zugeordnet. Das Standesamt befand sich in Schluschow.
Gegen Ende des Zweiten Weltkriegs besetzte Anfang März 1945 die Rote Armee die Region. Bald darauf wurde der Kreis Lauenburg von der Sowjetunion zusammen mit ganz Hinterpommern der Volksrepublik Polen zur Verwaltung überlassen. Anschließend begann die Zuwanderung polnischer Zivilisten, von denen die einheimischen Dorfbewohner aus ihren Häusern und Gehöften gedrängt wurden. Der Ortsname Schluschow wurde zu Słuszewo polonisiert. In der darauf folgenden Zeit wurden die Alteinwohner von der polnischen Administration aus Schluschow vertrieben.

### Demographie
| Jahr | Einwohner | Anmerkungen                                                            |
| ---- | --------- | ---------------------------------------------------------------------- |
| 1818 | 117       | Dorf und Vorwerk, adlige Besitzung                                     |
| 1852 | 201       | Dorf                                                                   |
| 1867 | 183       | am 3. Dezember, Gutsbezirk                                             |
| 1871 | 191       | am 1. Dezember, Gutsbezirk, davon 181 Evangelische und zehn Katholiken |
| 1910 | 182       | am 1. Dezember, Gutsbezirk                                             |
| 1925 | 223       | darunter 189 Evangelische und dreißig Katholiken                       |
| 1933 | 188       | [ 16 ]                                                                 |
| 1939 | 173       | [ 16 ]                                                                 |

## Kirche

### Dorfkirche
Schluschow hatte um 1910 eine evangelische Pfarrkirche.

### Kirchspiel bis 1945
Die vor 1945 hier lebenden Dorfbewohner gehörten mit großer Mehrheit der evangelischen Konfession an. In Schluschow wurde 1907 ein evangelisches Pfarramt errichtet. Das evangelische Kirchspiel war in Schluschow.
Das katholische Kirchspiel war in Wierschutzin.

### Polnisches Kirchspiel seit 1945
Die seit 1945 und Vertreibung der einheimischen Dorfbewohner anwesende polnische Einwohnerschaft ist überwiegend katholisch.
Hier lebende evangelische Polen sind dem Pfarramt der Kreuzkirchengemeinde in Stolp in der Diözese Pommern-Großpolen der Evangelisch-Augsburgischen Kirche in Polen zugeordnet, deren nächstgelegene Predigtstätte in Lębork (Lauenburg in Pommern) ist.